# Roberto Cavalli
Roberto Cavalli (wym. roˈbɛrto kaˈvalli; ur. 15 listopada 1940 we Florencji, zm. 12 kwietnia 2024 tamże) – włoski projektant mody. Był znany z wykorzystywania w swojej twórczości szczegółowych nadruków egzotycznych oraz z zastosowania piaskowanych motywów na materiale dżinsowym, co jest obecnie powszechną praktyką wśród producentów tego rodzaju odzieży. Włoski dom mody Roberto Cavalli zajmuje się sprzedażą wysokiej jakości ubrań, perfum i eleganckich akcesoriów.
Oprócz głównej linii mody dla kobiet, która sprzedawana jest w ponad 50 państwach na świecie, Cavalli projektuje też odzież męską RC Menswear, a także linię młodzieżową Just Cavalli (pierwotnie Cavalli Jeans), którą zapoczątkowano w 2000 roku. Projektant w swoim portfolio ma także produkty odzieżowe dla dzieci, inne wyroby dziewiarskie, akcesoria, okulary, zegarki, perfumy, bieliznę oraz stroje plażowe.
W maju 2017 roku Paul Surridge, były doradca kreatywny szwedzkiego domu mody Acne Studios, zastąpił Petera Dundasa na stanowisku dyrektora kreatywnego włoskiego przedsiębiorstwa.

## Życiorys

### Młodość
Dziadek Cavallego, Giuseppe Rossi, był artystą i członkiem grupy toskańskich malarzy Macchiaioli, którego prace były wystawiane we florenckiej Galerii Uffizi. Cavalli zapisał się na Istituto statale d’arte di Firenze, skupiając się na nadrukach na materiałach włókienniczych. Będąc nadal studentem, Cavalli stworzył serię nadruków na dzianinach przedstawiających schematy kwiatów, która przykuła uwagę głównych włoskich producentów wyrobów pończoszniczych.

### Kariera
Na początku lat 70. projektant wynalazł i opatentował technikę drukowania na skórze i rozpoczął tworzenie patchworków z różnych materiałów. Zadebiutował z tą techniką w Paryżu, po czym otrzymał zamówienia od takich domów mody jak Hermès i Pierre Cardin. W lutym 1970 roku zaprezentował swoją pierwszą kolekcję pod własnym nazwiskiem podczas paryskiego pokazu Salon du Prêt à Porter. To samo wzornictwo przeniósł także na wybiegi w Sala Bianca w Palazzo Pitti we Florencji (1972), a później podczas salonu Milano Collezioni w Mediolanie, gdzie przedstawił garderobę dżinsową z nadrukami, odzież skórzaną wykonaną techniką intarsji, a także produkty brokatowe i nadruki improwizowane.

Logo przedsiębiorstwa Roberto Cavalli.

W 1974 roku we francuskim kurorcie Saint-Tropez otworzył swój pierwszy butik. W 1976 roku, podczas pokazu Italian Fashion Week w Hotel Plaza w Nowym Jorku, Cavalli zadebiutował tam ze swoją kolekcją. W 1977 roku, podczas konkursu piękności Miss Universe odbywającego się w Santo Domingo (Dominikana), Cavalli – będąc tam członkiem jury – spotkał Evę Düringer, która reprezentowała Austrię. Para wzięła ślub trzy lata później. W 1985 roku Cavalli zaprezentował kolekcję w nowojorskim Studio 54, do którego przybyli m.in. aktorka Ursula Andress i reżyser Miloš Forman.
W 1994 roku Cavalli miał swój pierwszy pokaz podczas Settimana della moda di Milano (Mediolan), gdzie m.in. Naomi Campbell prezentowała jego wzornictwo odzieżowe (na sezon jesień–zima 1994/95). Wtedy projektant przedstawił publiczności swój pierwszy piaskowany dżins. Przed końcem tego samego roku otwarte zostały kolejne jego sklepy: w terytorium zależnym Francji Saint-Barthélemy (Małe Antyle) i w Wenecji. W 1999 roku premierę miała pierwsza kolekcja odzieży męskiej Cavallego (sezon jesień–zima 1999/2000).

### Rozwój marki

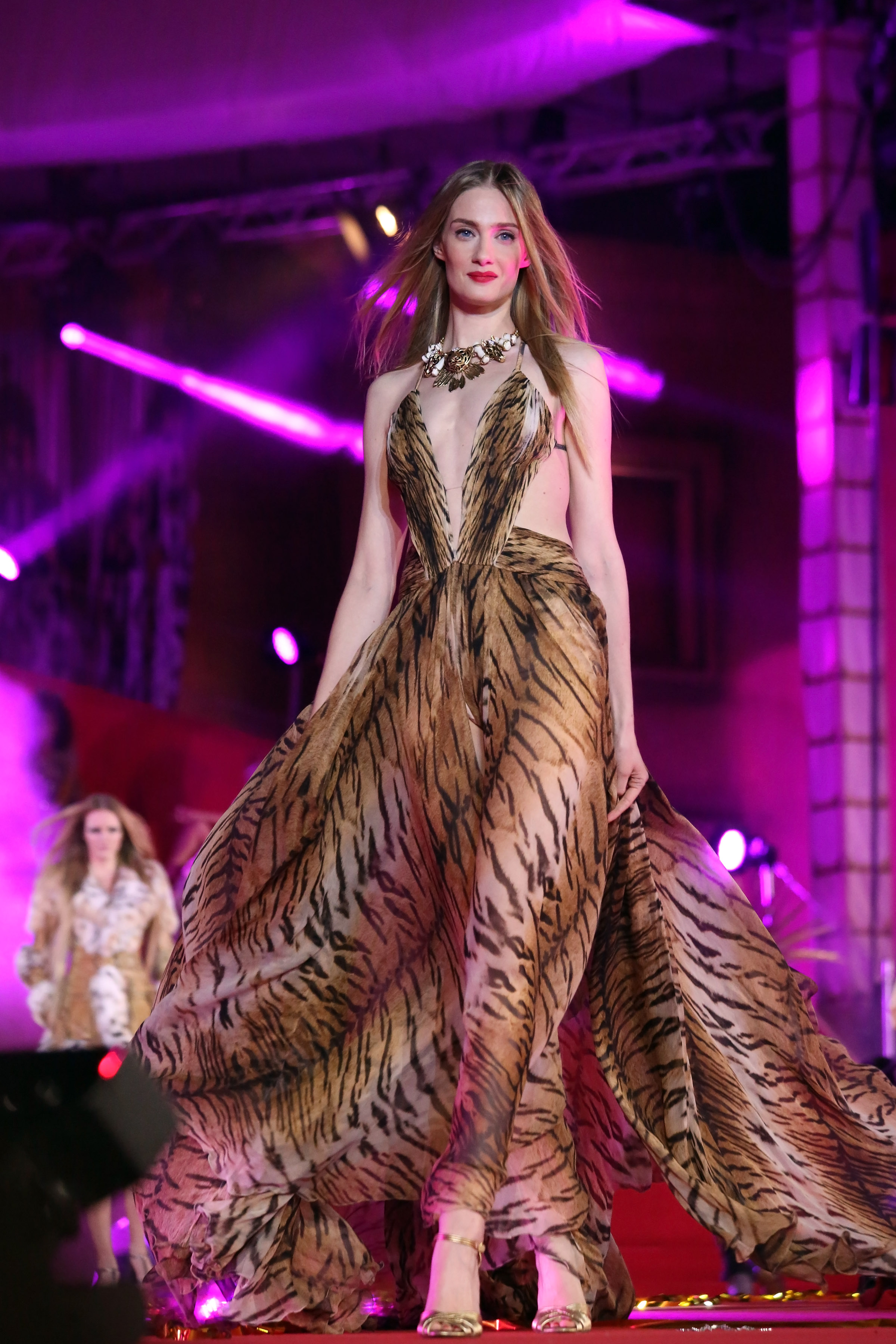
Modelka w stroju Cavallego (Life Ball, 2013)

W 2000 roku w Mediolanie wprowadzono linie: bielizny Roberto Cavalli Underwear, zegarków Roberto Cavalli Timewear, okularów Roberto Cavalli Eyewear oraz odzieży dziecięcej Roberto Cavalli Angels&Devils. W 2001 roku we Florencji  Cavalli otworzył na nowo kawiarnię Caffè Giacosa (przed reaktywacją zapomniane i zaniedbane miejsce spotkań elity miejskiej), łącząc lokal ze swoim butikiem. W 2001 roku w Mediolanie wprowadzono na rynek linię Just Cavalli. W 2002 roku we Florencji otworzony został butik Cavallego przy Via Tornabuoni. Wtedy też otwarto w Mediolanie lokal Just Cavalli Cafè, przy zlokalizowanej w Parco Sempione wieży Torre Branca (zaprojektowanej w 1933 r. przez Gio Pontiego), który stał się popularnym miejscem życia nocnego miasta. Powierzchnia restauracji wynosi 250 m² (2700 ft²), a wnętrze wykonano z żelaza i szkła, motywem przewodnim miejsca zostało zwierzęce futro, charakterystyczne dla drukowanych tkanin Cavallego; jednoczęściowy żelazny kontuar zaprojektował izraelski architekt Ron Arad. W 2003 roku Cavalli stworzył kostiumy dla Shakiry na potrzeby Mongoose Tour, jej pierwszego światowego tournée. W 2003 roku udostępnione dla klientów zostały butiki w: Porto Cervo (Costa Smeralda, Sardynia), Dubaju, Kuwejcie i Londynie, a także jeden w Stanach Zjednoczonych: Coral Gables (pozostałe lokalizacje: Madison Avenue w Nowym Jorku; Bal Harbour, Floryda; Las Vegas). W 2004 roku w Mediolanie  Cavalli zaprojektował kostiumy na potrzeby pokazu Saltimbanco (produkcji kanadyjskiego przedsiębiorstwa rozrywkowego Cirque du Soleil), a także, wspólnie z Ettore Scolą, zaprojektował oprawę sceniczną. W tym samym roku w Moskwie (przy ulicy Tretriakowsij projezd) pojawił się pierwszy w Rosji sklep sygnowany nazwiskiem Cavallego.

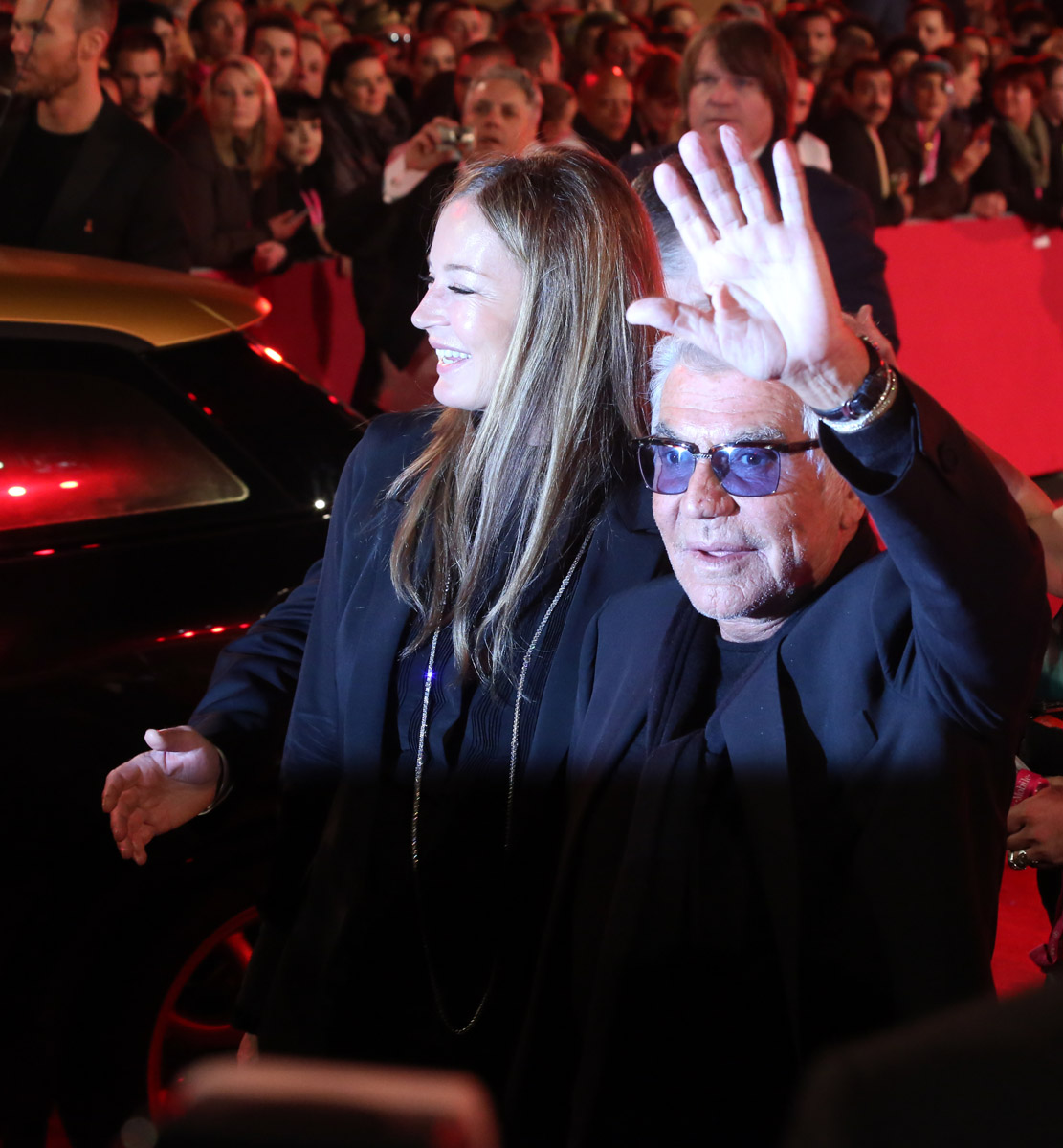
Roberto i Eva Cavalli (Life Ball, 2013)

W 2005 roku Cavalli zaprezentował w Las Vegas spersonalizowane stroje dla króliczków „Playboya”. W tym samym roku na rynek wszedł napój alkoholowy Roberto Cavalli Vodka. Wtedy też w Beverly Hills (przy Rodeo Drive) otworzono kolejny butik projektanta w Stanach Zjednoczonych. Podczas przyjęcia z okazji uruchomienia nowej lokalizacji pojawili się m.in.: Jack Nicholson, Christina Aguilera, Salma Hayek i Cindy Crawford. W 2007 roku Cavalli zaprojektował kolekcję w ramach jednorazowej umowy ze szwedzką siecią H&M, która trafiła do 200 wybranych sklepów na całym świecie (stroje dla mężczyzn i kobiet, akcesoria i bielizna). Wszystkie artykuły, które tam trafiły wyprzedane zostały w ciągu jednego dnia. W 2007 roku Cavalli zrealizował stroje dla brytyjskiego girlsbandu Spice Girls na potrzeby światowej trasy koncertowej The Return of the Spice Girls, będącej powrotem zespołu na scenę. W 2007 roku przy nowojorskiej Piątej Alei powstał butik Just Cavalli (wśród gości byli: Diane Kruger, Tyra Banks, Jessica Simpson). W 2007 roku w Mediolanie miało swoją premierę wino Cavalli Tenuta degli Dei sygnowane nazwiskiem projektanta. W 2009 roku w hotelu Fairmont, zlokalizowanym w Dubaju przy drodze Szajch Zajid, otwarto lokal Cavalli Club.

### Życie prywatne
Cavalli w latach 1964–1974 był mężem Silvanelli Giannoni. W roku 1980 poślubił Austriaczkę Evę Düringer. Cavalli miał pięcioro dzieci: syna Tommasa i córki Christiany (z pierwszego małżeństwa) oraz synów Daniele i Robina oraz córki Rachele (z drugiego). Jego partnerką była młodsza o 45 lat szwedzka modelka Sandra Nilsson.

## Wyróżnienia
W listopadzie 2006 roku Roberto Cavalli otrzymał w Stuttgarcie niemiecką nagrodę medialną Bambi za wybitny wkład w modę międzynarodową.
W czerwcu 2013 roku uczelnia artystyczna Domus Academy w Mediolanie wyróżniła Cavallego magisterium honoris causa, doceniając go jako ambasadora mody włoskiej na świecie.